# Jarząb brekinia
Jarząb brekinia, brzęk (Sorbus torminalis (L.) Crantz lub (w zależności od ujęcia) Torminalis glaberrima (Gand.) Sennikov & Kurtto) – gatunek drzewa należący do rodziny różowatych (Rosaceae).

## Rozmieszczenie geograficzne
Występuje w Europie, Azji Mniejszej, na Kaukazie i w Afryce Północnej. Najdalej na północy rośnie we wschodniej Danii. Najliczniej rośnie w Europie Południowej i sięga tutaj do wysokości 1200 m n.p.m., zaś najwyżej położone jego stanowiska znajdują się na Kaukazie, gdzie sięga do wysokości 1900 m n.p.m. W Polsce jest dość rzadki, występuje na rozproszonych stanowiskach w zachodniej połowie kraju, głównie na niżu. Rośnie na zachód od linii przebiegającej od Trójmiasta przez Tczew, Ciechocinek, Strzelno, Gołuchów, Wrocław, Strzelin, Ojców i Nowy Sącz. W polskich Karpatach znany jest tylko z dwóch stanowisk: na Białowodzkiej Górze i w Rożnowie koło zapory.

## Morfologia
PokrójDrzewo wysokości do 15–25 m i 60–100 cm pierśnicy, o szerokiej i gęstej koronie i z rozpostartymi konarami. Czasami, gdy rośnie w dużym zwarciu i zacienieniu, ma postać krzewu.
PędyMłode pędy oliwkowoszare, nieco omszone, potem nagie i oliwkowobrązowe (w zimie). Pąki zielone, błyszczące, nagie, z ciemniejszymi brzegami łusek. Pączki szczytowe większe od bocznych.
LiścieKlapowane, pojedyncze, szerokojajowate, długości do 10 cm z 3–5 parami nierówno ząbkowanych i zaostrzonych klap. Dolne klapy dłuższe, prawie poziomo odstające, rozwarte pod kątem prostym, przypominają duże liście głogu. U nasady zaokrąglone lub płytko sercowate, na brzegu drobno piłkowane, osadzone na cienkim, długim ogonku. Liście z brzegu ciemnozielone, pod spodem jaśniejsze. Jesienią przebarwiają się na czerwono i brązowo.
KwiatyBiałe, zebrane w luźne i wyprostowane podbaldachy. Dno kwiatowe jest silnie kutnerowate. Działki kielicha trójkątne i od wewnątrz również kutnerowate. Płatki korony białe, okrągłe, słupek zazwyczaj z dwoma omszonymi i zrośniętymi dołem szyjkami.
OwoceOwoce kuliste lub jajowate, długości ok. 1 cm, na długich szypułkach. Początkowo są czerwonożółte, potem brązowe z jasnozielonymi punktami. Zawierają po 4 pestki.
System korzeniowyGłęboki z korzeniem palowym.
DrewnoCzerwonobrązowe, czasami z ciemno zabarwioną twardzielą. Jest drobnosłoiste, twarde i ciężkie, szczególnie przydatne do wyrobów tokarskich i w meblarstwie.

## Systematyka
Gatunek wyodrębniany jest do własnego, monotypowego rodzaju Torminalis Medik. jako T. glaberrima (Gand.) Sennikov & Kurtto.
Tworzy mieszańce z jarzębami podrodzaju lub rodzaju (w zależności od ujęcia) Aria określane jako rodzaj Karpatiosorbus oraz z jarzębami z podrodzajów (lub rodzajów) Aria i Sorbus s.str. określane jako rodzaj Scandosorbus (=Borkhausenia). Tworzy też mieszańce z gatunkami z rodzaju jabłoń Malus wyróżniane jako rodzaj ×Tormimalus Holub.

## Biologia i ekologia
Megafanerofit. Rośnie w świetlistych i suchych zaroślach i lasach. Najwyżej położone jego stanowisko w Polsce znajduje się na Białowodzkiej Górze (550 m n.p.m.). Wymaga gleb żyznych i głębokich; dobrze rośnie na glebach wapiennych i gliniastych. Nie rośnie na piaskach, glebach bagiennych i ilastych. Jest odporny na suszę. W młodości dobrze znosi ocienienie (do 8 roku), później potrzebuje dużo światła. Nie jest przystosowany do surowych warunków klimatycznych. Rośnie wolno. Kwitnie w maju, czerwcu. Owoce dojrzewają w październiku, listopadzie. Zaczyna owocować ok. 15 roku, owocuje co 3 lata. W klasyfikacji zbiorowisk roślinnych gatunek charakterystyczny dla rzędu (O.) Quercetalia pubescenti-petraeae. Liczba chromosomów 2n = 34.
Najstarszy krajowy egzemplarz ma wysokość 24 m, średnica w pierśnicy 65 cm i wiek 190 lat. Rośnie w Lubotyniu w woj. wielkopolskim.

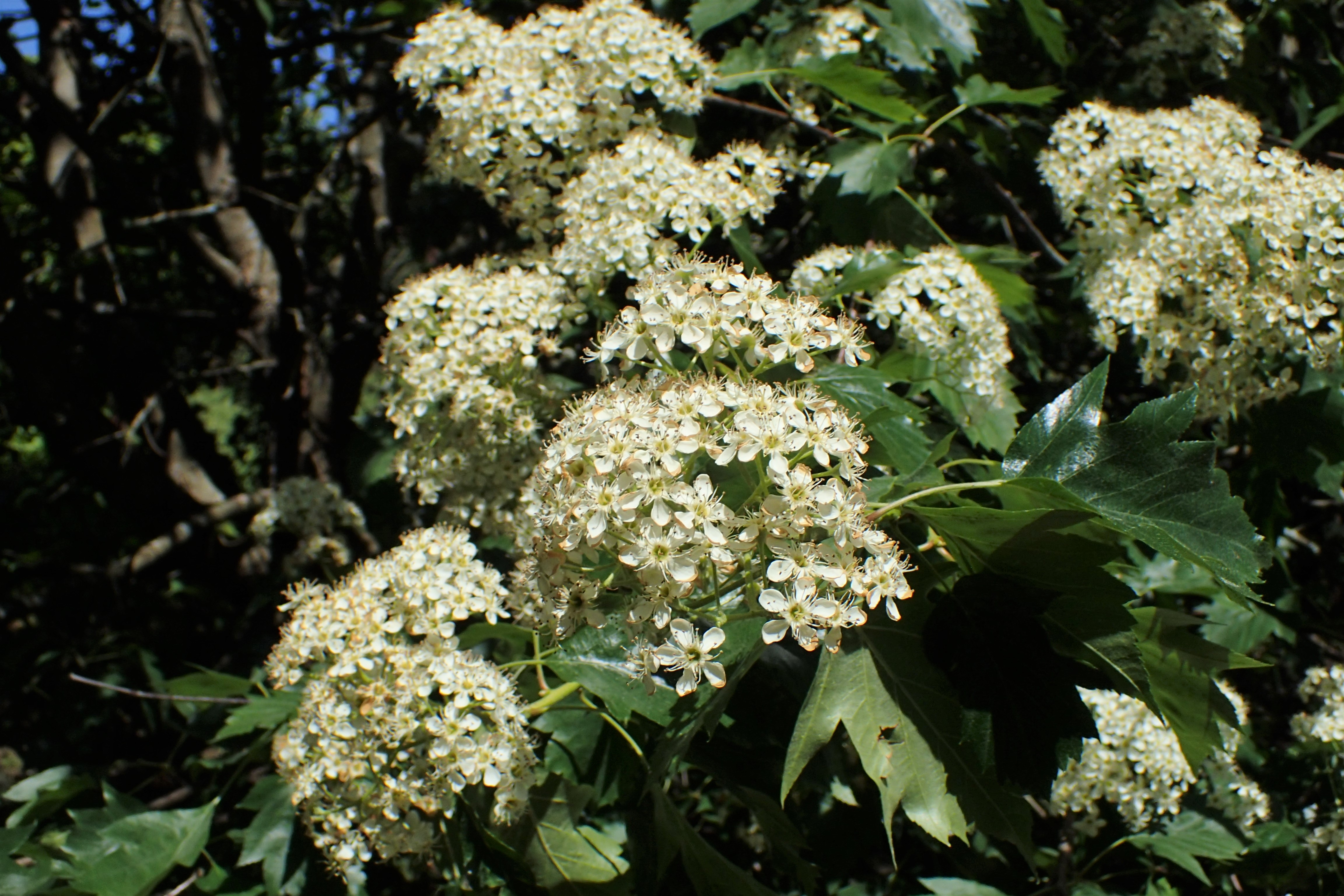
Kwiaty
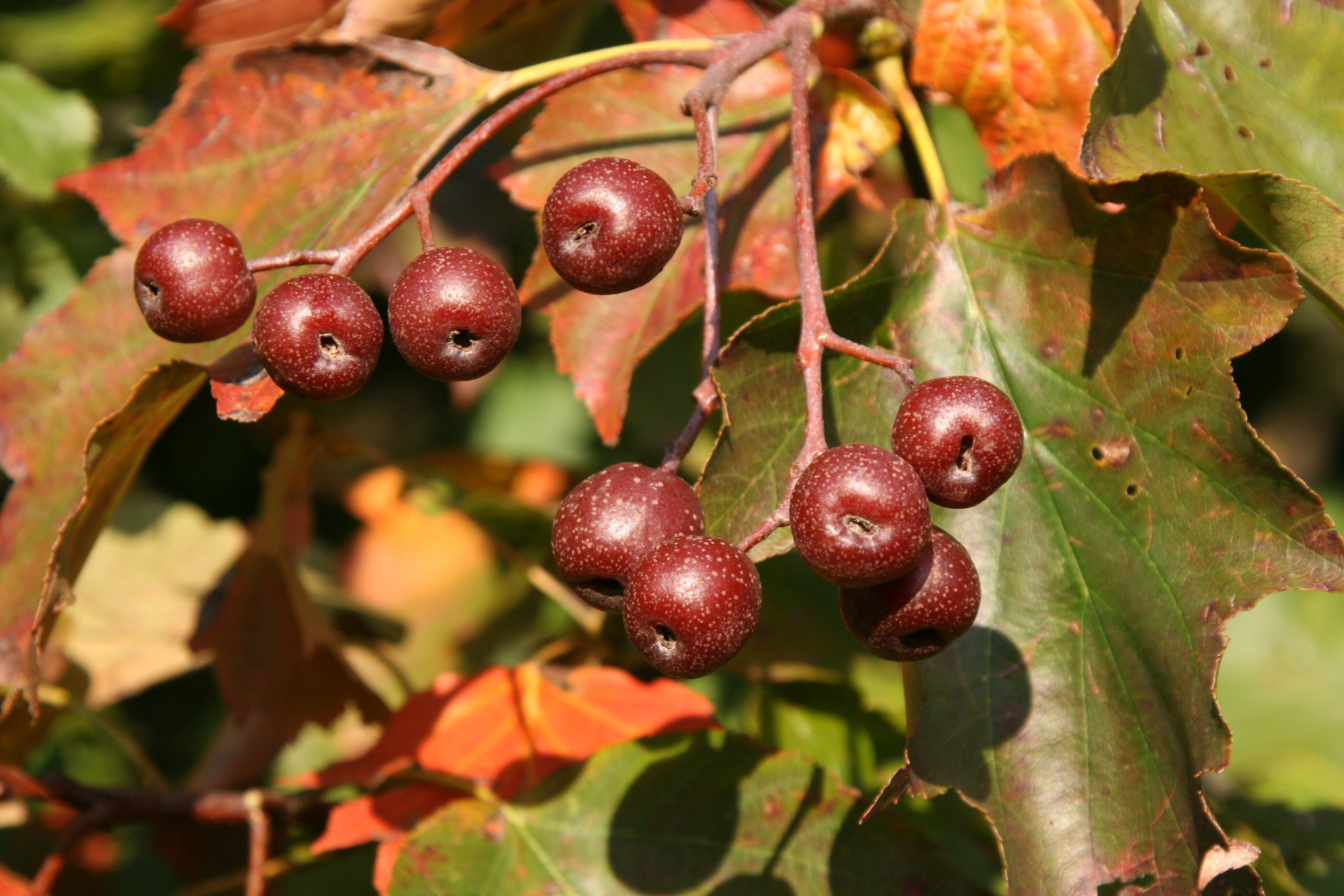
Owoce
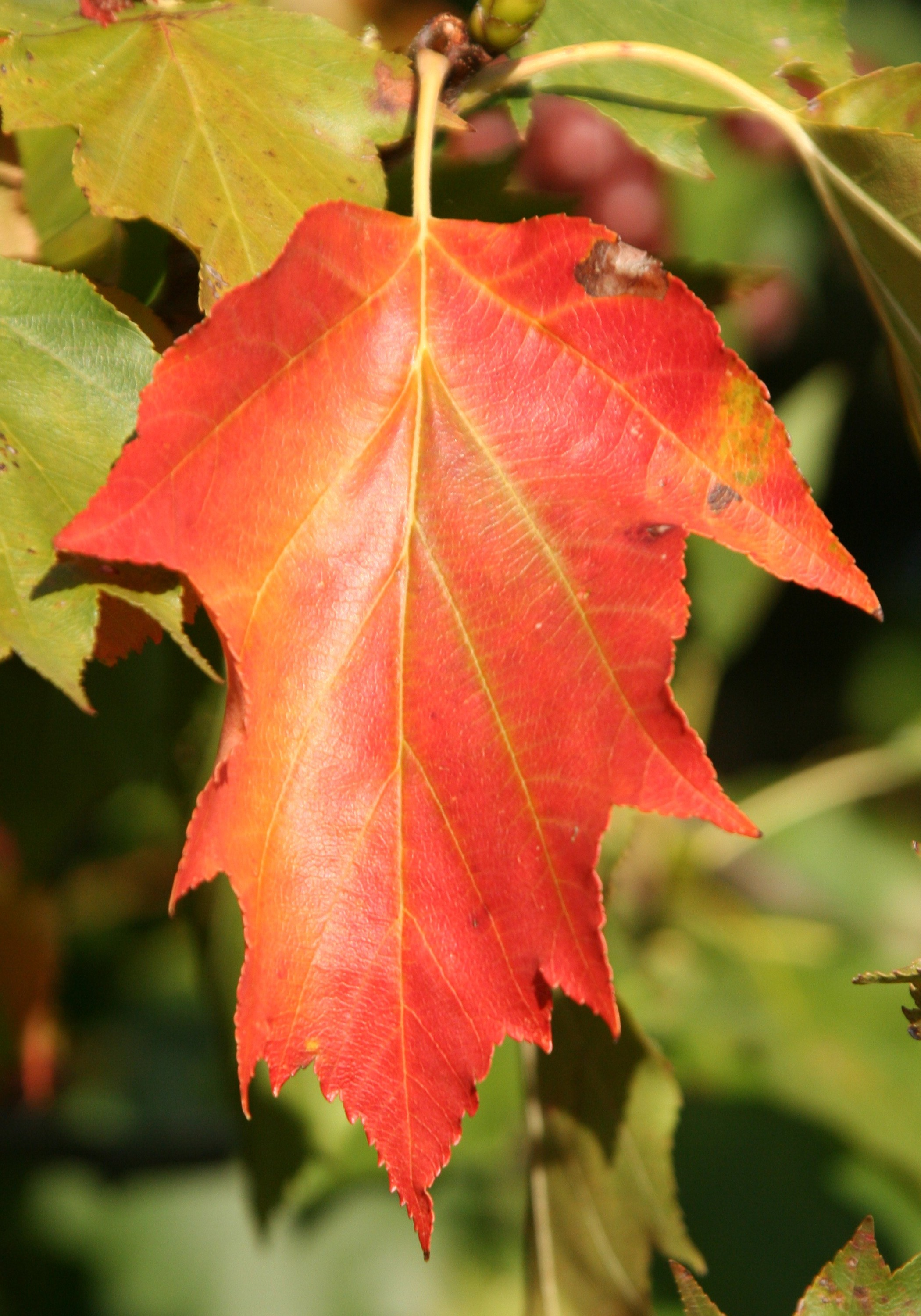
Liście jesienią
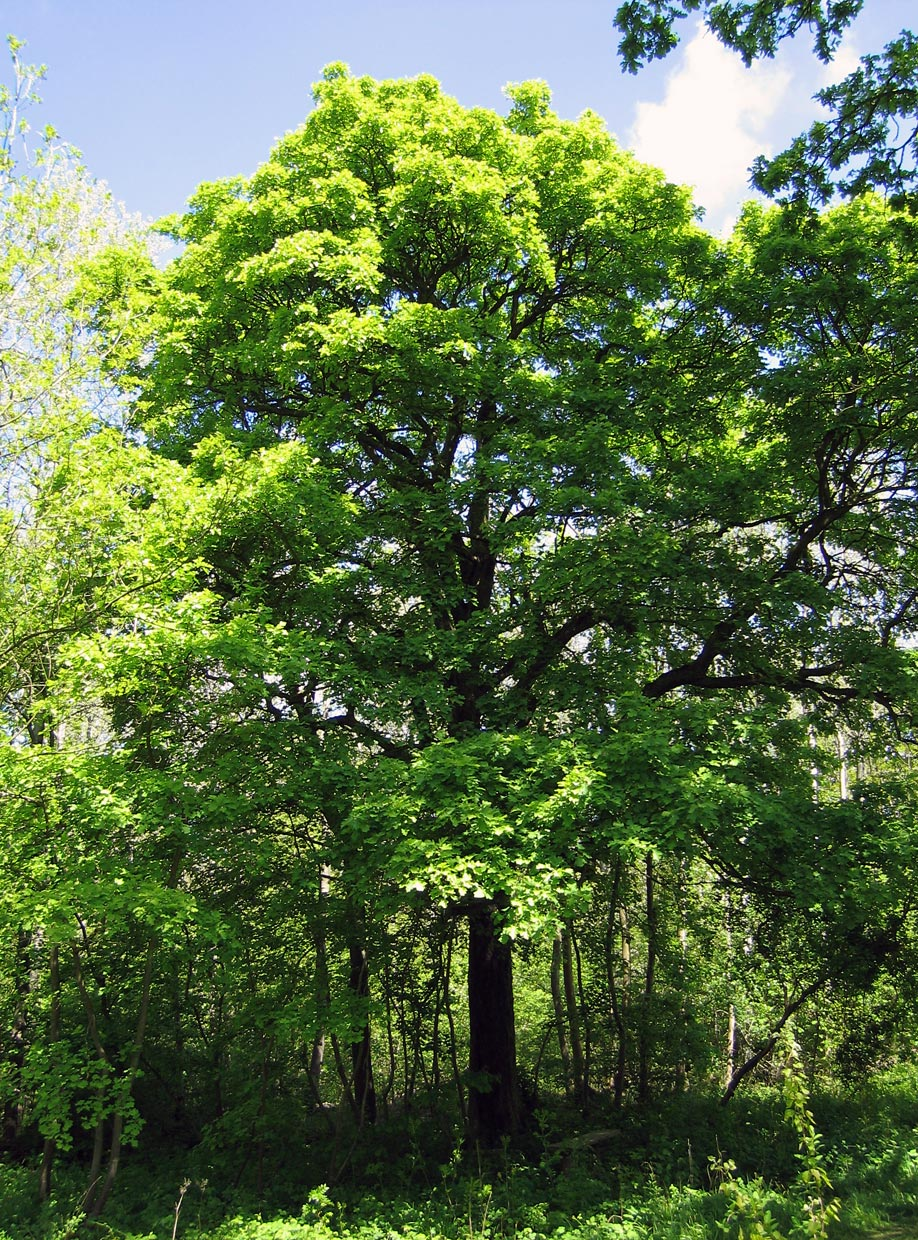
Pokrój
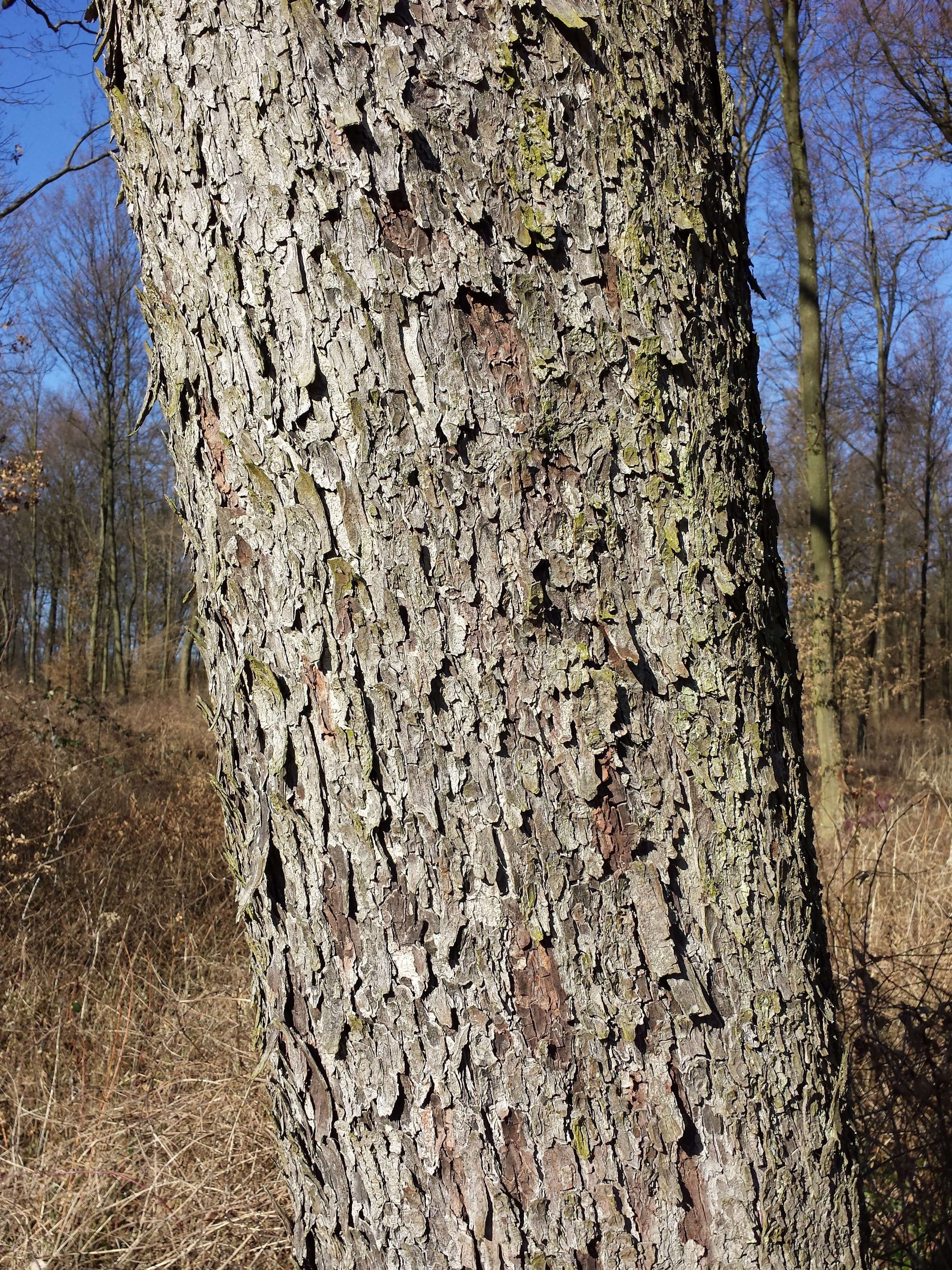
Pień

## Zagrożenia i ochrona
Roślina objęta jest w Polsce ścisłą ochroną gatunkową nieprzerwanie od 1946 roku. Umieszczona została na polskiej czerwonej liście w kategorii NT (bliski zagrożenia). Chroniona jest m.in. w następujących rezerwatach:
- rezerwat przyrody Kamień Śląski
- rezerwat przyrody Czerwona Róża
- rezerwat przyrody Brzęki przy Starej Gajówce
- rezerwat przyrody Bytyńskie Brzęki
- rezerwat przyrody Kawęczyńskie Brzęki
- rezerwat przyrody Białowodzka Góra nad Dunajcem
- rezerwat przyrody Rogóźno Zamek
- rezerwat przyrody Brekinia
- rezerwat przyrody Ustronie
- rezerwat przyrody Wąwelno
- rezerwat przyrody Brzęki im. Zygmunta Czubińskiego
- rezerwat przyrody Nad Groblą
- rezerwat przyrody Wąwóz Lipa
- rezerwat przyrody Wąwóz Siedmicki